# Štuban
Štuban (Stuban, Stubán, Sthuban) je prezime rašireno u sjevernoj i sjeverozapadnoj Hrvatskoj, Sjedninjenim Američkim državama (Stuban, Sthuban), Kanadi, Ujedinjenom Kraljevstvu i Mađarskoj. Nositelji ovog prezimena u Hrvatskoj su Hrvati iz Sjeverozapadne Hrvatske. Prvi puta se u Hrvatskoj u pisanim dokumentima spominje 1636. godine i to na popisu stanovništva naselja Mraclin. Nositelji prezimena imali su tijekom 17., 18. i dijelom 19. stoljeća naslov plemića.

## Štubani u SAD-u
Prezime se pojavilo u SAD-u krajem 19. stoljeća, kada je veliki broj ljudi u potrazi za boljim životom zaplovilo na zapad, pa je među njima bilo i nekoliko Štubana (Lacko Štuban).

## Štubani u Prvom svjetskom ratu
1914. godine mraclinački domobrani trpe i ginu na bojištima Prvog svjetskog rata za interese Austro - Ugarske. Mirni, pitomi i siromašni poljodjelci neupućeni u svjetsku politiku bačeni su u rovove i bespuća istočnog ruskog fronta. Domobran Nikola Štuban Mikek umro je pokošen tifusom u ruskom zarobljeništvu. Njegovo tijelo, položeno u jamu s vodom, pronašli su domobrani iz Odre.

## Štubani u Drugom svjetskom ratu
Na popisu poginulih Mraclinčana u razdoblju od 1941. do 1945. godine pronalazimo sljedeća imena:
- Stjepan Štuban, rođen 1923.
- Franjo Štuban, rođen 1918.
- Janko Štuban, rođen 1923.
- Blaž Štuban, rođen 1916.
- Janko Štuban, rođen ???
- Juraj Štuban, rođen 1924.

## Vanjske poveznice
- imehrvatsko.net
- Knjiga o povijesti prezimena izdana u SAD-u[neaktivna poveznica]
- Štubani na ancestry.com
- Štubani na linkpedium.com